# Hei (album)
Pour les articles homonymes, voir HEI.

Hei est un album de Masada sorti en 1995 sur le label DIW. Les compositions sont de John Zorn.

## Titres
| 1.   | Paran    | 5:12  |
| 2.   | Halisah  | 6:27  |
| 3.   | Yoreh    | 6:50  |
| 4.   | Beeroth  | 4:12  |
| 5.   | Hobah    | 11:38 |
| 6.   | Neshamah | 6:05  |
| 7.   | Lakum    | 3:11  |
| 8.   | Makedah  | 8:35  |
| 9.   | Hafla'ah | 4:55  |
| 57:5 |          |       |

## Personnel
- John Zorn - saxophone
- Dave Douglas - trompette
- Greg Cohen - basse
- Joey Baron - batterie